# Aristidis Konstantinidis
Aristidis Konstantinidis (n. secolul al XIX-lea – d. secolul al XX-lea) a fost un ciclist grec, medaliat olimpic. A participat la o ediție a Jocurilor Olimpice (1896) în care a câștigat o medalie de aur.

## Participări
Lista de mai jos prezintă principalele competiții la care a participat Aristidis Konstantinidis de-a lungul carierei.
- Ciclism la Jocurile Olimpice de vară din 1896 - Cursa masculină pe șosea